# Dekanat Nowa Ruda

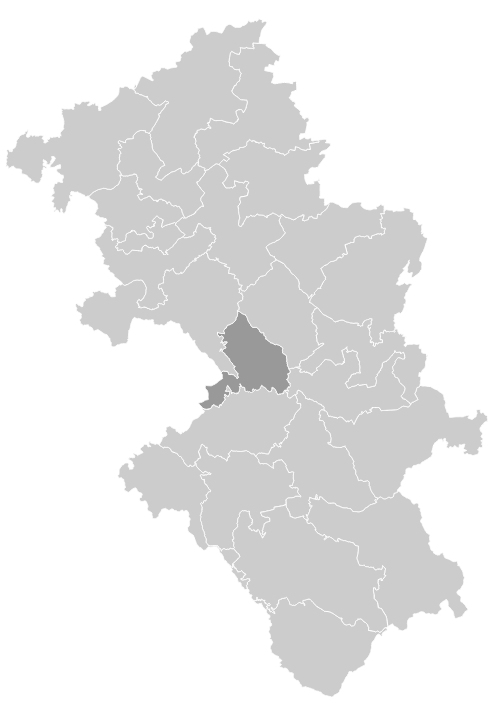
Położenie na mapie diecezji

Dekanat Nowa Ruda – jeden z 24 dekanatów w rzymskokatolickiej diecezji świdnickiej, w południowo-zachodniej części diecezji.
Dekanat znajduje się na terenie województwa dolnośląskiego, w powiecie kłodzkim. Obejmuje swoim zasięgiem północną część miasta i gminy Nowa Ruda oraz północno-wschodnią część gminy Radków. Jego siedziba ma miejsce w Nowej Rudzie, w kościele św. Barbary.

## Historia
Dekanat Nowa Ruda powstał po zakończeniu II wojny światowej w wyniku podziału Wielkiego Dekanatu Kłodzkiego, który znalazł się w administraturze apostolskiej polskiej części archidiecezji wrocławskiej ze stolicą biskupią we Wrocławiu. Po ociepleniu relacji politycznych na linii Warszawa-Bonn w latach 70. XX w. oraz uznaniu przez parlament zachodnioniemiecki granicy na Odrze i Nysie Łużyckiej, papież Paweł VI zdecydował się na reaktywowanie archidiecezji wrocławskiej w nowych granicach, do której oficjalnie przyłączono terytorium historycznego hrabstwa kłodzkiego, w tym dekanat Nowa Ruda.
W 2004 znalazł się on w granicach nowo powstałej diecezji świdnickiej. Decyzją biskupa Ignacego Deca, w 2007, został z niego wydzielony dekanat Nowa Ruda-Słupiec.

### Dziekani noworudzccy (od 1949)
| L.p. | Lata rządów | Imię i nazwisko              | Uwagi                                               |
| ---- | ----------- | ---------------------------- | --------------------------------------------------- |
| 1.   | 1949–1953   | ks. Michał Białowąs          | wygnany z parafii przez stalinowców                 |
| 2.   | 1953–1957   | ks. Kazimierz Bohusz         | administrator parafii i dekanatu                    |
| 3.   | 1957–1965   | ks. Michał Białowąs          | powrócił po odwilży październikowej w 1956          |
| 4.   | 1966–1969   | ks. Marian Mościński         | przeniesiony do innej parafii                       |
| 5.   | 1969–1992   | ks. Marian Zdzisław Ostapiuk | zmarł w 1992                                        |
| 6.   | 1992–1995   | ks. Romuald Brudnowski       | przeniesiony na parafię do Czech                    |
| 7.   | 1995–2023   | ks. Jerzy Kos                | po podziale dekanatu pozostał dziekanem noworudzkim |
| 8.   | od 2023     | ks. Julian Rafałko           | proboszcz parafii św. Barbary                       |

## Parafie i miejscowości
W skład dekanatu wchodzi sześć parafii:

### parafia św. Barbary
- Nowa Ruda
  - Drogosław → kościół parafialny
  - Jaworów
  - Orkany

### parafia św. Katarzyny
- Jugów
  - Goliszyn → kościół parafialny
  - Jastrzębiec
  - Jutroszów
  - Krzów
  - Nagóra
  - Olszowiec
  - Pniaki
  - Sobków
  - Więcław
  - Zdrojowisko
- Przygórze
  - Buczyna
  - Huta Barbara → filia Pdwyższenia Krzyża Świętego

### parafia św. Marcina
- Dzikowiec → kościół parafialny
  - Dębówka
  - Nowy Dzikowiec
- Wolibórz → filia św. Jakuba
  - Podlesie
  - Przygórze

### parafia św. Michała Archanioła
- Ludwikowice Kłodzkie → kościół parafialny
  - Borek
  - Dalków
  - Drzazgi
  - Grzymków
  - Miłków
  - Nowy Miłków
  - Sowina
- Sokolec → filia św. Marcina
  - Sowa

### parafia św. Mikołaja
- Nowa Ruda → kościół parafialny oraz filie Bożego Ciała, NMP Loretańskiej, Podwyższenia Krzyża Świętego i Wniebowzięcia NMP
  - Góra Świętej Anny → filia św. Anny
  - Kolno
  - Siemiątków
  - Tworzyków

### parafia św. Piotra Kanizjusza
- Rybno
- Ścinawka Górna (do parafii należy tylko przysiółek tej wsi)
  - Błogocice
- Tłumaczów → filia Świętych Piotra i Pawła
  - Janików
  - Pasterczyk
  - Rudawa
  - Tłumaczówek
- Włodowice → kościół parafialny
  - Górzna
  - Grządka
  - Rzędzina

Powyższy wykaz przedstawia wszystkie miasta, wsie oraz dzielnice miast, przysiółki wsi i osady w dekanacie.